# Finnbirch
Die Finnbirch war ein schwedisches RoRo-Schiff, welches als Stena Prosper gebaut wurde. Am 1. November 2006 sank das Schiff im Südosten von Schweden.
Das Schiff wurde unter der Baunummer 646 von Hyundai Heavy Industries in Südkorea gebaut und seinem Eigentümer, der Stena RoRo, am 2. Februar 1978 übergeben. 1988 wurde es an die Finnish Rettig verkauft und weiter sieben Jahre später an die Bore Line. 1999 erwarb die Strömma Turism & Sjöfart als Letzter die Finnbirch sowie das Schwesterschiff Finnforest.

## Havarie des Frachters
Am Mittwochnachmittag, dem 1. November 2006, geriet die Finnbirch auf ihrem Weg von Helsinki nach Aarhus im Sturmtief Britta in Seenot, nachdem die Ladung an Bord in acht bis zehn Meter hohen Wellen verrutschte und das Schiff so Schlagseite bekam.
Die Besatzungsmitglieder mussten mehrere Stunden an Bord ausharren, weil der schwedische Rettungsdienst einen Rettungsversuch im hohen Wellengang, starken Winden und eisiger Kälte mit Schneefall als zu riskant einschätzte. Erst als das Schiff um 19 Uhr 37 zwischen den Inseln Gotland und Öland (Lage) in der hier rund 70 Meter tiefen Ostsee sank, wurde die Besatzung mit Helikoptern abgeborgen. Insgesamt 13 der 14 Besatzungsmitglieder, die aus vier Schweden und zehn Filipinos bestand, wurden gerettet. Diese hatten Knochen- und Schädelbrüche, Unterkühlungen und standen unter Schock. Ein Seemann verstarb etwas später im Krankenhaus von Kalmar an seinen Verletzungen.
Das Schiff hatte zum Zeitpunkt des Untergangs etwa 250 Tonnen Schweröl und zehn Tonnen Schmieröl gebunkert. Eine Ölbekämpfung war aufgrund des Sturmes nicht möglich.
Nach dem Unglück gab es Kritik an der schwedischen Seerettung, die sich zum ersten Mal nach der Abspaltung von der Luftwaffe hatte beweisen müssen. Grund der Kritik waren das lange Zögern zur Rettung sowie die neuen Helikopter der Seerettung. Sie sind kleiner als die der Luftwaffe, müssen öfter tanken und insgesamt stehen der gesamten Seerettung nur fünf dieser Helikopter zur Verfügung.